# Конажевский, Юзеф
Юзеф Конажевский (пол. Józef Konarzewski; 29 января 1907, Домброва-Гурнича — 7 января 1980, Варшава) — польский коммунист, активист КПП, ППР и ПОРП. Генерал бригады, главный комендант Гражданской милиции в 1949—1953. С 1953 по 1969 — начальник таможенной службы ПНР.

## Работа и подполье
Родился в рабочей семье. С 16-летнего возраста работал в Варшаве слесарем. Состоял в профсоюзе металлургов. В 1928—1930 проходил военную службу в армии «санационного» режима.
В 1933 Юзеф Конажевский вступил в Коммунистическую партию Польши. Во время нацистской оккупации Юзеф Конажевский состоял в подпольной Ассоциации друзей СССР. С 1942 — активист коммунистической ППР.
Был одним из руководителей подпольного партийного комитета в варшавском районе Повонзки. С 1944 — член Варшавского комитета ППР. С ноября 1944 года возглавлял милиционные формирования ППР в Варшаве.

## Служба и отставка
После прихода к власти ППР Юзеф Конажевский командовал гражданской милицией в Варшаве, с 1948 руководил оперативной частью. Состоял в правящей ПОРП. 8 марта 1949 в звании генерала бригады был назначен главным комендантом гражданской милиции. Продолжал жёсткий сталинистский курс своего предшественника Францишека Юзвяка. Занимал пост главного коменданта до 22 сентября 1953, когда его сменил Станислав Воланьский.
С 1953 по 1969 Юзеф Конажевский был начальником Главного таможенного управления ПНР. Придерживался ортодоксальной линии, выступал за продолжение репрессивного курса, но от политических конфликтов в ПОРП старался дистанцироваться. Такая позиция позволила Конажевскому сохранить свой пост в условиях «гомулковской оттепели».
В 1969 году Юзеф Конажевский вышел на пенсию. 

## Кончина
Скончался Юзеф Конажевский незадолго до своего 73-летия. Похоронен на кладбище Воинские Повонзки.